# Karpoš
Karpoš (makedonska: Карпош) är en kommun i Nordmakedonien. Den ligger i den centrala delen av landet, och är en av tio kommuner i huvudstaden Skopje. Antalet invånare är 60 520.
Följande samhällen finns i Karpoš:
- Skopje
- Gorno Nerezi